# Cambriolage de la voûte verte de Dresde

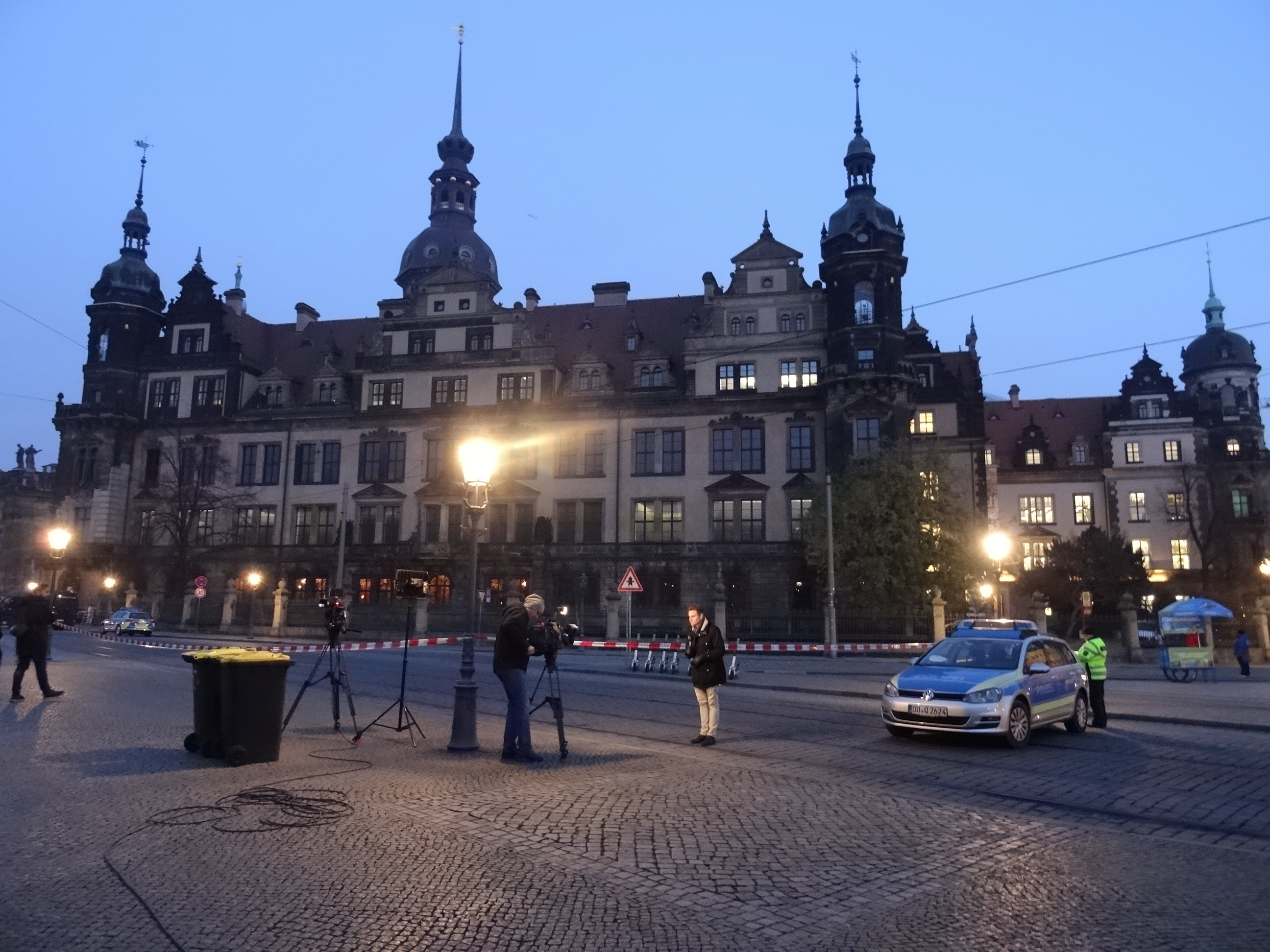
Des policiers et des journalistes devant le château de la Résidence de Dresde, qui accueille la voûte verte, le 25 novembre 2019.

Le cambriolage de la voûte verte de Dresde prend place le 25 novembre 2019 lorsque des bijoux royaux sont volés au musée Grünes Gewölbe (« voûte verte ») du château de la Résidence de Dresde, dans l'État de Saxe, en Allemagne. Les objets volés comprennent notamment le « diamant blanc de Saxe » de quarante-neuf carats, une étoile de poitrine sertie de diamants et de rubis de l'ordre polonais de l'Aigle blanc, un bijou de chapeau comportant un diamant de seize carats porté par le roi de Saxe Frédéric-Auguste III, une broche portée par la reine de Saxe Amélie de Bavière constituée de plus de 660 diamants ou encore une épée composée d'une poignée sertie de neuf grands et de 770 petits diamants, ainsi que diverses pièces composées de diamants, de perles et d'autres pierres précieuses. Au total, vingt-et-un bijoux et plus de 4 300 diamants sont dérobés.
Les objets volés sont d'une grande valeur culturelle pour l'État de Saxe et sont décrits comme inestimables. Pourtant, certaines sources journalistiques estiment rapidement, de façon exagérée, que la valeur totale du casse serait d'environ un milliard d'euros, ce qui en ferait le plus important vol de musée de l'Histoire. Toutefois, dans les années qui suivent le cambriolage, des estimations plus précises placent la valeur totale des objets volés autour de 113 millions d'euros. 
En 2022, six hommes, membres d'une famille libanaise connue des services de police sous le nom de « clan Remmo », sont poursuivis par la justice allemande pour des faits de vols en bande organisée et d'incendie criminel. En mai 2022, un 7e individu est interpellé par la police allemande, soupçonné de complicité. En mai 2023, cinq des six accusés sont condamnés à des peines de prison. En décembre 2022, les autorités allemandes annoncent qu'une « partie considérable » des objets volés sont retrouvés à Berlin, notamment l'étoile de poitrine de l'ordre de l'Aigle blanc. Ces derniers sont découverts à la suite de pourparlers engagés lors du procès, mais ne constituent qu'une partie des bijoux volés, le reste n'ayant pas été retrouvé. Malgré tout, les bijoux récupérés sont restitués au musée en août 2024. 

## Musée

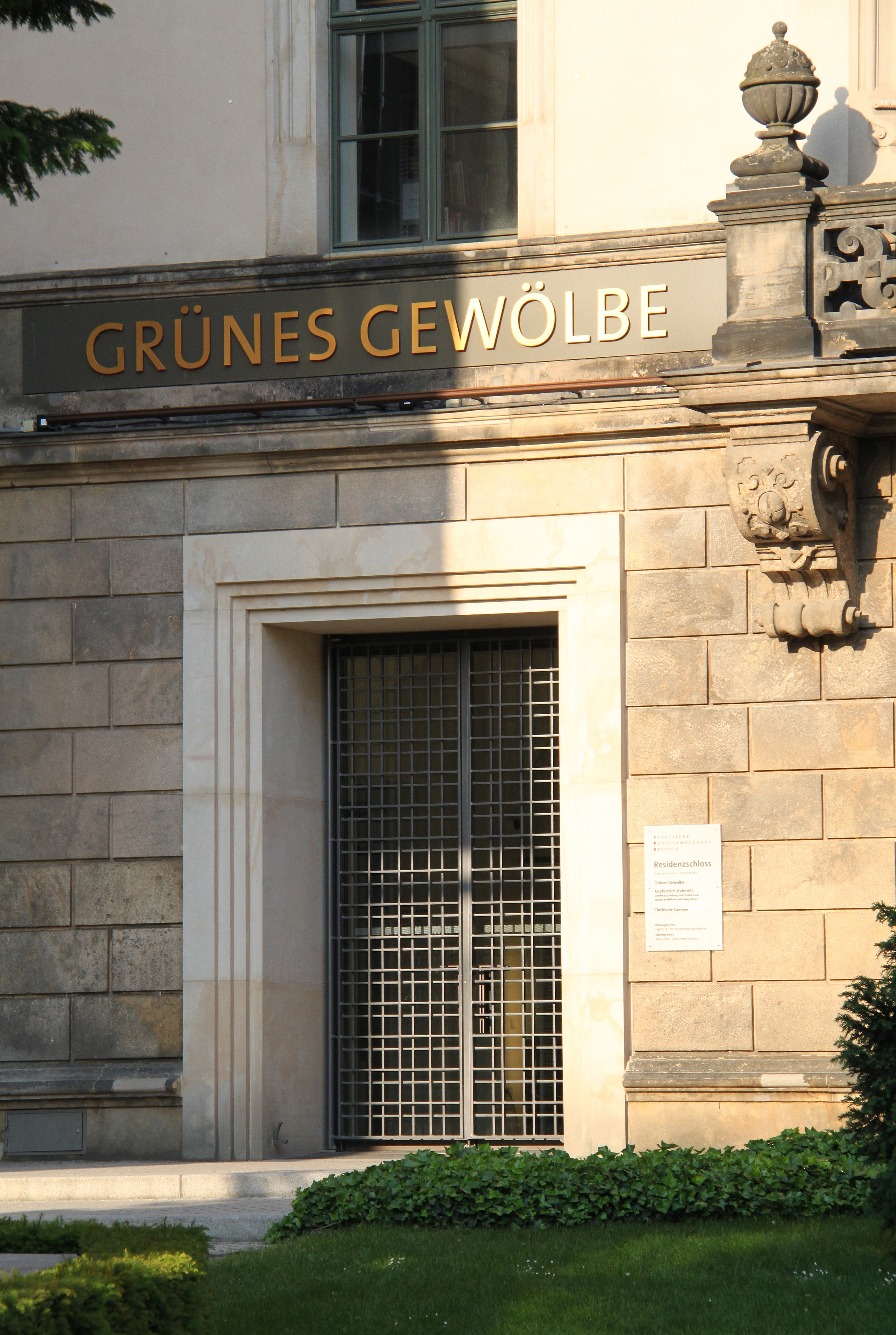
Facade du musée Grünes Gewölbe en 2012.

Le cambriolage a lieu au musée Grünes Gewölbe (« voûte verte ») à Dresde, dans l'État de Saxe, en Allemagne. Il s'agit de l'un des plus anciens musées d'Europe, fondé en 1723 par Auguste II, prince-électeur de Saxe et roi de Pologne. Détruite lors de la Seconde Guerre mondiale à la suite du bombardement de Dresde, la voûte verte historique du musée ne rouvre au public qu'en septembre 2006, après plusieurs années de travaux,. En ce qui concerne les bijoux, après la Seconde Guerre mondiale, ces derniers sont apportés en Union soviétique (URSS), où ils sont entreposés au sein du Gokhran (en), un organisme gouvernemental responsable de la gestion des métaux et pierres précieuses. Ils y restent jusqu'en 1958, date à laquelle ils sont restitués à Dresde.
Au moment du vol, le musée expose environ 4 000 bijoux et autres trésors décorés de diamants, d'or, d'argent, d'ivoire, de perles et d'autres métaux et pierres précieuses,. L'un des principaux trésors du musée, le diamant vert de Dresde de près de quarante-et-un carats, se trouve en prêt au Metropolitan Museum of Art de New York au moment du vol,.

## Déroulement du vol
Le 25 novembre 2019, vers 4 h 55 du matin, un petit incendie se déclare sur le pont Auguste, près du musée, qui détruit un boîtier électrique,. La panne de courant qui en résulte éteint les réverbères dans la rue et désactive les alarmes de sécurité du musée, mais laissent la vidéosurveillance en fonctionnement,. Les voleurs retirent ensuite des barres de fer autour d'une fenêtre, préalablement découpées puis remis discrètement en place avec de la colle quelques jours plus tôt, pour pénétrer dans le musée. Seulement deux minutes après la destruction du boîtier électrique, des images de vidéosurveillance montrent deux voleurs dans la salle des joyaux. Ces derniers brisent ensuite des vitres avec une hache pour accéder aux bijoux,,.

Plan de la voûte verte historique du musée Grünes Gewölbe. La salle des joyaux se trouve en n°8.

Les voleurs enlèvent trois parures de bijoux du XVIIIe siècle composées de trente-sept pièces chacune comportant des diamants, des rubis, des émeraudes et des saphirs. Cependant, ils ne réussissent pas à prendre toutes les pièces des trois parures, certaines étant cousues à la surface de l'armoire et restent ainsi sur place,. Le cambriolage est détecté à 4 h 59 par les agents de sécurité du musée grâce aux images de vidéosurveillance, mais ces derniers, conformément aux protocoles du musée, n'interviennent pas. Avant de s'enfuir, les voleurs aspergent la pièce avec un extincteur à poudre afin de couvrir leurs traces et, au bout de seulement quelques minutes à l'intérieur, ils sortent par la même fenêtre qu'à leur entrée. Rapidement, plusieurs dizaines voitures de police sont dépêchées sur place ainsi qu'à la poursuite des voleurs,. Ces derniers prennent la fuite à bord d'une voiture, qui est rapidement retrouvée brûlée dans un garage souterrain à environ 4,5 kilomètres au nord-ouest du musée.

## Objets volés

### Description

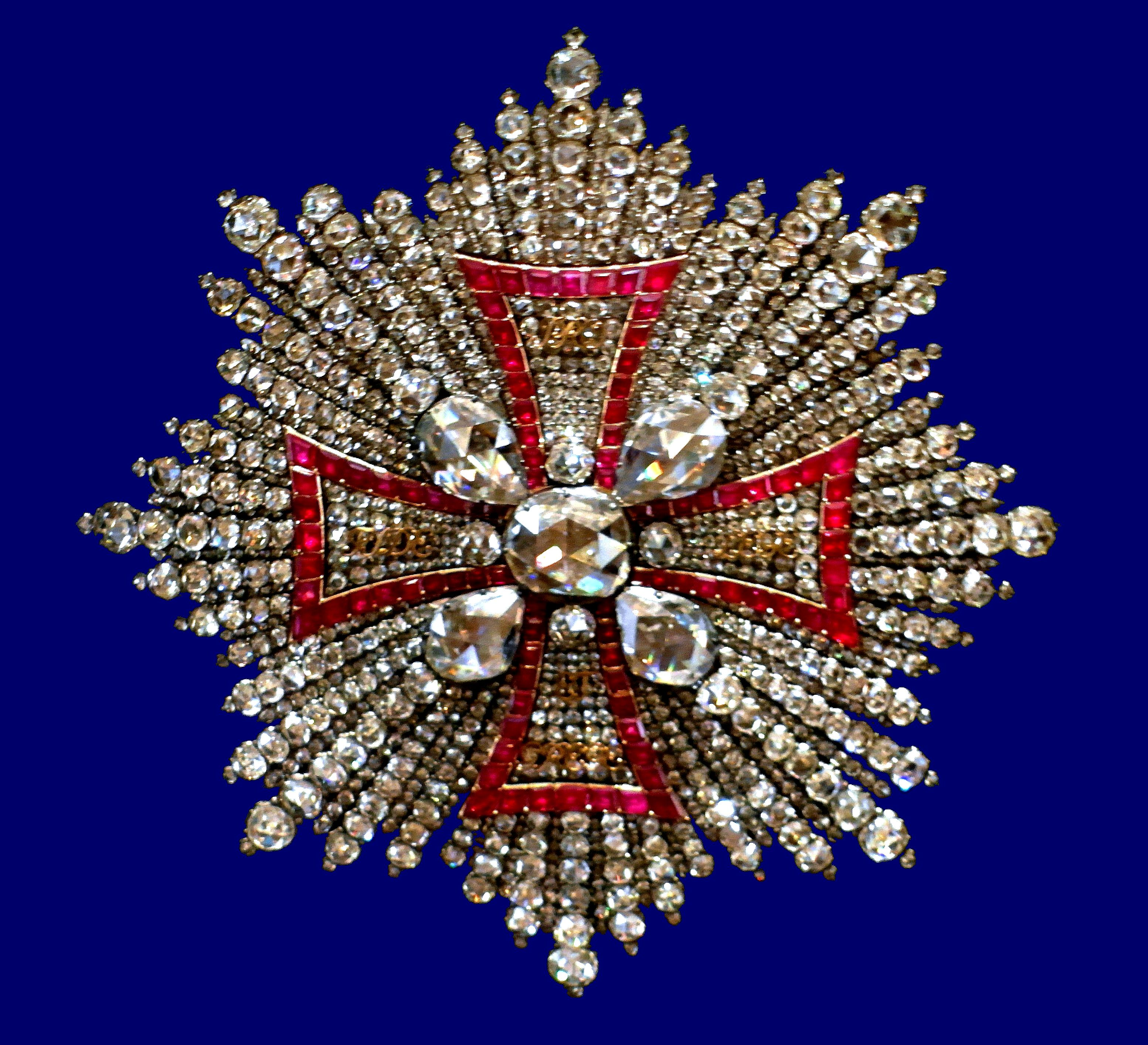
Une étoile de poitrine de l'ordre polonais de l'Aigle blanc sertie de diamants et composée d'une croix de Malte en rubis, similaire à celle dérobée dans le musée.

Vingt-et-un bijoux sont dérobés par les voleurs qui contiennent plus de 4 300 diamants ainsi que d'autres pierres précieuses,,. Parmi eux, le « diamant blanc de Saxe » de quarante-neuf carats d'une valeur d'environ dix millions d'euros ; un bijou de chapeau comprenant quinze gros et plus de cent petits diamants, dont un de seize carats, fabriqué dans les années 1780 et porté par le roi de Saxe Frédéric-Auguste III ; une épaulette de vingt-deux centimètres de longueur composée de plus de 230 diamants ; une épée de 96 centimètres de longueur ainsi que son fourreau assorti, avec une poignée sertie de neuf grands et de 770 petits diamants ; deux joyaux de l'ordre polonais de l'Aigle blanc, dont un presque entièrement composé de diamants ; une étoile de poitrine de l'ordre de l'Aigle blanc sertie de diamants fabriqués dans la seconde moitié des années 1740 et composée notamment d'un diamant de vingt carats en son centre et d'une croix de Malte en rubis rouges ; une broche en forme de nœud portée par la reine de Saxe Amélie de Bavière comportant plus de 660 diamants pour une masse combinée d'environ 614 carats ; ainsi que d'autres petites pièces composés de diamants, notamment un bijou en forme de palmette ou encore une aigrette, de perles et d'autres pierres précieuses sont dérobées à l'intérieur du musée,.

### Valeur estimée

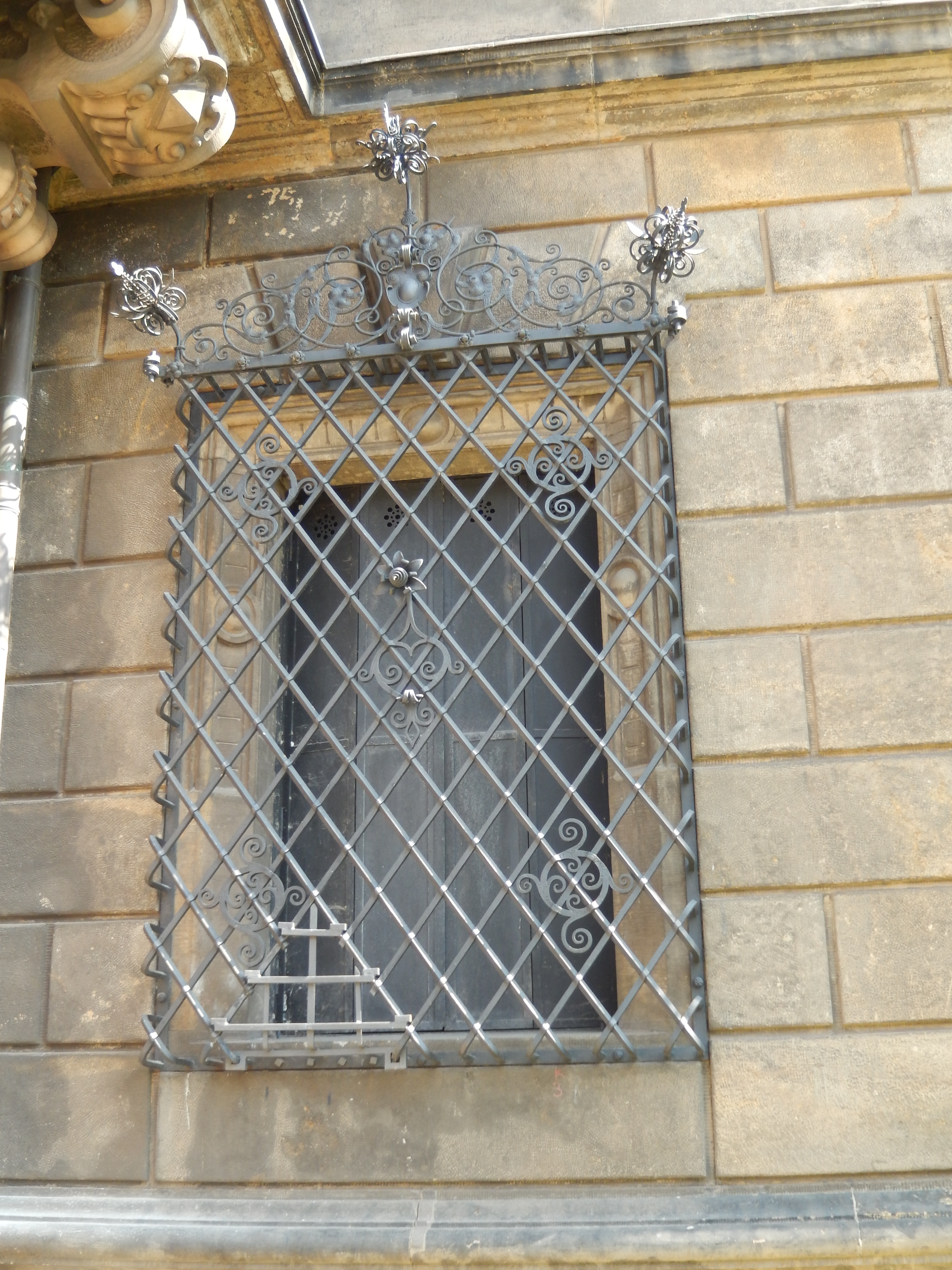
Fenêtre utilisée par les voleurs pour entrer dans le musée. Les barreaux ont été découpés dans le coin inférieur gauche puis réparés après le vol.

Rapidement, plusieurs médias, dont le quotidien allemand Bild, rapportent que la valeur totale estimée des objets volés serait d'environ un milliard d'euros, ce qui en ferait le plus grand vol de musée de l'Histoire, dépassant le vol au musée Isabella-Stewart-Gardner de Boston en 1990,. Toutefois, cette estimation précoce se révèle largement exagérée et Marion Ackermann, directrice des collections nationales de Dresde, déclare qu'il est impossible d'estimer le prix des objets volés en raison de leur valeur culturelle historique,. Le ministre de l'Intérieur de Saxe, Roland Wöller, déclare également que la perte culturelle « est impossible à estimer » et ajoute qu'il s'agit d'une « attaque contre l'identité culturelle de tous les Saxons »,. Des estimations plus récentes placent à environ 113 millions d'euros la valeur totale des objets dérobés,.

### Conséquences
À la suite du vol, le musée ferme ses portes pendant deux jours avant d'ouvrir à nouveau le 27 novembre 2019, sans toutefois autoriser l'accès à la voûte verte, qui ne devient accessible au public qu'à partir de mai 2020 en raison de la fermeture due à l'enquête ainsi qu'à la pandémie de Covid-19. Après le vol, les vitrines réparées sont laissées vides dans l'espoir du retour des objets volés.

## Enquête

### Premiers éléments

Cordons de police entourant le musée Grünes Gewölbe après le vol.

Dès l'arrivée de la police sur les lieux du cambriolage, l'enquête, dénommée « Opération Épaulette » par la police allemande, débute afin de retrouver les voleurs. Un groupe d'environ quarante policiers se retrouve impliqué dans l'affaire, qui est menée par la police fédérale saxonne et allemande. Quelques jours après le vol, la police offre une récompense de 500 000 euros pour toute information pouvant mener à la récupération des objets volés ou à l'arrestation des criminels. Début décembre 2019, l'organisation Interpol annonce qu'elle participe au côté de la police allemande dans l'enquête.
En mars 2020, des procureurs allemands annoncent que quatre agents de sécurité du musée font l'objet d'une enquête en lien avec le vol,,. Ces derniers sont suspectés d'avoir facilité le cambriolage en fournissant aux voleurs des informations sur le musée et notamment sur son système de sécurité. L'un d'entre eux est arrêté quelques jours après le vol puis rapidement relâché, faute de preuves. Les enquêteurs déclarent notamment que les deux agents qui étaient en service n'ont pas « réagi de manière adéquate » et que ces derniers « n'ont rien fait pour empêcher le vol ». Dans le même temps, la police déclare qu'elle pense qu'au moins sept individus sont impliqués dans le cambriolage et publie un portrait-robot de l'un des suspects, qui serait âgé d'environ 25 ans,.

### Arrestation des suspects
En novembre 2020, plus de 1 600 policiers et membres des forces spéciales allemandes perquisitionnent une vingtaine de propriétés à Berlin et arrêtent trois suspects,. Dans le même temps, la police déclare avoir lié le vol à une famille libanaise ayant immigré en Allemagne plusieurs décennies auparavant, le « clan Remmo », déjà connu des services de police « à Berlin pour leurs actions spectaculaires ». Deux des suspects arrêtés sont également impliqués dans une autre affaire de cambriolage d'un musée allemand, en 2017, lorsqu'une pièce d'or de plus de cent kilogrammes est dérobée au Bode-Museum à Berlin. Ces derniers sont condamnés à quatre ans et demi de prison en février 2020 mais restaient en liberté le temps que se tienne leur procès en appel. De plus, la police publie les noms de deux autres hommes, deux frères jumeaux de la famille Remmo âgés de 21 ans, toujours en fuite et qu'elle pense également impliqués dans le vol. À la fin novembre 2020, Interpol publie deux notices rouges à leur encontre. Par la suite, l'un des deux suspects est arrêté à la mi-décembre 2020 et le deuxième est finalement appréhendé par la police quelques mois plus tard, en mai 2021,,.
En août 2021, les enquêteurs placent un 6e homme, âgé de 23 ans, en détention en raison de son implication présumée dans le vol,. Le 2 septembre 2021, la justice allemande annonce la comparution prochaine des six suspects, âgés de 22 à 27 ans, devant un tribunal, ces derniers étant accusés de « vols aggravés en bande organisée » ainsi que « d'incendie criminel particulièrement aggravé »,.

### Procès
Le procès des six hommes suspectés dans le cambriolage de la voûte verte de Dresde débute le 28 janvier 2022,,,. En mai 2022, alors que le procès des six suspects est toujours en cours, un 7e individu est interpellé par la police allemande,. Il s'agit du frère de l'un des accusés, qui assistait régulièrement au procès et a même pu échanger avec ces derniers à plusieurs reprises. Il est arrêté à la sortie d'une audience, soupçonné de « complicité de vol en bande organisée »,. Dans le même temps, les enquêteurs déclarent lors du procès avoir trouvé, dans l'une des voitures incendiées par les voleurs au cours de leur fuite, plusieurs morceaux de verre qui correspondent aux vitrines brisées du musée ainsi que des traces ADN de trois des accusés à l'intérieur du véhicule.
En janvier 2023, trois des accusés admettent avoir joué un rôle dans le cambriolage dans le cadre de confessions obtenues par des accords qui pourraient ainsi alléger les sanctions à leur encontre. Le 16 mai 2023, cinq des six accusés sont condamnés à des peines allant de quatre à six ans de prison,.

### Devenir des bijoux
Les enquêteurs craignent notamment que les objets volés aient été retaillés ou fondus, leur notoriété rendant normalement impossible toute vente au sein du marché légal,. En janvier 2020, une société de sécurité israélienne prétend que les bijoux sont en vente sur le dark web, une affirmation rejetée par les enquêteurs allemands.
Le 17 décembre 2022, les autorités allemandes annoncent qu'une « partie considérable » des objets volés sont retrouvés à Berlin,. Parmi ceux-ci figurent notamment l'étoile de poitrine de l'ordre polonais de l'Aigle blanc ou encore un bijou de chapeau. Ces derniers sont découverts à la suite de pourparlers engagés avec les avocats des six accusés lors du procès,. Toutefois, une partie des bijoux sont récupérés incomplets, avec des diamants manquants, ou endommagés au cours de possibles tentatives de nettoyage, des cassures ainsi que des traces de rouille étant constatés sur de nombreux bijoux. Le 25 décembre, une vingtaine de plongeurs de la police allemande participent à des recherches au sein du Landwehrkanal, à Berlin, dans l'objectif de retrouver les bijoux manquants,,. Toutefois, toutes les pièces n'ont à ce jour pas encore été retrouvées. Malgré tout, en août 2024, près de cinq ans après le vol, les bijoux récupérés retrouvent leur vitrine d'exposition à la voûte verte de Dresde.

### Vidéos
- (en) [vidéo] Bloomberg Quicktake: Now, « See the 'Priceless' 18th-Century Jewels Stolen from the Dresden Museum », sur YouTube, 25 novembre 2019 (consulté le 10 décembre 2022).
- [vidéo] Euronews, « Un casse audacieux en Allemagne, des diamants de valeur historique volés », sur YouTube, 25 novembre 2019 (consulté le 10 décembre 2022).
- [vidéo] L'Obs, « La vidéosurveillance qui montre les voleurs de diamants du musée de Dresde en pleine action », sur YouTube, 26 novembre 2019 (consulté le 10 décembre 2022).
- (en) [vidéo] CNN, « Priceless treasures stolen in castle vault heist in Germany », sur YouTube, 26 novembre 2019 (consulté le 10 décembre 2022).
- (en) [vidéo] DW News, « Germany: Dresden Green Vault jewelry heist trial starts », sur YouTube, 28 janvier 2022 (consulté le 10 décembre 2022).
- (en) [vidéo] DW News, « German police find loot from spectacular 2019 museum heist », sur YouTube, 17 décembre 2022 (consulté le 26 décembre 2022).